# Eduardo Bonomi

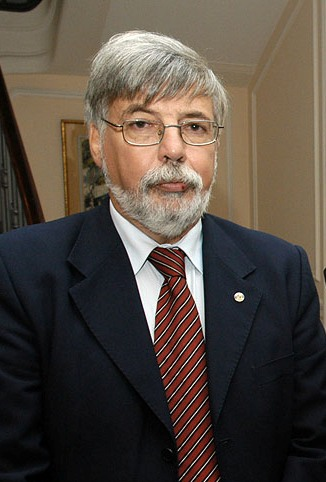
Eduardo Bonomi (2007)

Edison Eduardo Bonomi Varela (* 14. Oktober 1948 in Montevideo; † 20. Februar 2022) war ein uruguayischer Politiker.

## Biografie
Eduardo Bonomi wurde in seinem Elternhaus in der Calle Simón Bolívar geboren. Seine schulische Ausbildung führte über die Escuela Nº 81 und das Liceo in Malvín. Im Zeitraum von 1966 bis 1970 spielte er zwei Jahre lang Fußball bei den Montevideo Wanderers. Ab 1969 studierte an der veterinärmedizinischen Fakultät der Universidad de la República. Während seines Studiums stand er der Studentenvertretung vor und war Delegierter der Federación de Estudiantes Universitarios del Uruguay (FEUU). 1970 schloss er sich dem Movimiento de Liberación Nacional – Tupamaros (MLN-T) an.
Sein Studium führte er nicht zu Ende und gelangte nur bis ins vierte Studienjahr, als er 1972 verhaftet wurde. Bis März 1985 blieb er während der seinerzeit in Uruguay herrschenden zivil-militärischen Diktatur inhaftiert. Nach seiner Entlassung aus der Haft arbeitete er als Buchverkäufer. Ab Mai 1985 war er sodann für das Unternehmen Promopes tätig, das in den 1990er Jahren in eine Arbeiter-Genossenschaft umgewandelt und 1997 von der Banco de la República Oriental del Uruguay (BROU) wurde. Bonomi und seine Kollegen, die an der Gründung dieser Genossenschaft beteiligt waren, erwarben das Unternehmen. Bereits am 13. Januar 1999 musste das Unternehmen jedoch schließen. Auch sein politisches Engagement nahm er nach seiner Haftentlassung wieder auf. Ab 1987 gehörte er dem Zentralkomitee des MLN-T an und war Mitbegründer des Movimiento de Participación Popular, in dem er in der Folgezeit auch eine Leitungsfunktion wahrnahm.
Bonomi, der der Frente Amplio und innerhalb dieser dem Movimiento de Participación Popular Espacio 609 (MPP-E609) angehörte, saß als Repräsentant des Departamentos Montevideo und für die Partido Encuentro Progesista/Frente Amplio erstmals in der 45. Legislaturperiode ab dem 21. Mai 2000 bis zum 27. Mai 2000 und sodann in zahlreichen weiteren Zeitabschnitten dieser Periode als stellvertretender Abgeordneter in der Cámara de Representantes. Vom 17. November 2003 bis zum 8. Dezember 2003 war er auch stellvertretender Senator in der Cámara de Senadores. Seit dem 15. Februar 2005 war er sodann in der 46. Legislaturperiode ebenfalls als Vertreter Montevideos Inhaber eines Titularmandats in der Abgeordnetenkammer für das Bündnis Encuentro Progesista/Frente Amplio/Nueva Mayoría. In der 2010 begonnenen Legislaturperiode hat er ein Mandat als Senator inne und gehört dem Sublema El Presidente para Todos der Lista Topolansky an.
Vom 1. März 2005 bis zum 13. Juli 2009 war er unter Präsident Tabaré Vázquez Minister für Arbeit und Soziales. Vom 1. März 2010 bis 2020 war Bonomi in der Regierung von José Mujica Innenminister. Nach dem Rücktritt Fernando Lorenzos übernahm Bonomi zudem interimsweise die Leitung des Wirtschafts- und Finanzministeriums.